# Steinbukampen
De Steinbukampen is een berg behorende bij de gemeente Lom in de provincie Oppland in Noorwegen. De berg, gelegen in Nationaal park Jotunheimen, heeft een hoogte van 1997 meter.
De Steinbukampen is onderdeel van het gebergte Jotunheimen.